# Ansonia endauensis
- Wikispecies

Ansonia endauensis é uma espécie de anfíbio da família Bufonidae.

## Distribuição
Esta espécie é endêmica de Johor, Malásia, no geral, é encontrada em alturas de 46m.